# Neuroxena aberrans
Neuroxena aberrans är en fjärilsart som beskrevs av Bethune-Baker 1927. Neuroxena aberrans ingår i släktet Neuroxena och familjen björnspinnare. Inga underarter finns listade i Catalogue of Life.